# Simning vid världsmästerskapen i simsport 2022 – Herrarnas 4 × 100 meter medley
Herrarnas 4 × 100 meter medley vid världsmästerskapen i simsport 2022 avgjordes den 25 juni 2022 i Donau Arena i Budapest i Ungern.
Guldet togs av Italiens kapplag på tiden 3.27,51, vilket blev ett tangerat europeiskt rekord. Silvret togs av USA på tiden 3.27,79 och bronset togs av Storbritannien på tiden 3.31,31.

## Rekord
Inför tävlingens start fanns följande världs- och mästerskapsrekord:
|                   | Nation | Tid     | Ort          | Datum          |
| ----------------- | ------ | ------- | ------------ | -------------- |
| Världsrekord      | USA    | 3.26,78 | Tokyo, Japan | 1 augusti 2021 |
| Mästerskapsrekord | USA    | 3.27,28 | Rom, Italien | 2 augusti 2009 |

## Resultat

### Försöksheat
Försöksheaten startade klockan 09:21.
| Placering | Heat | Bana | Nation           | Simmare | Tid             | Noteringar      |
| --------- | ---- | ---- | ---------------- | --- | --------------- | --------------- |
| 1         | 3    | 4    | USA              | Hunter Armstrong (53,70) Nic Fink (59,57) Trenton Julian (51,35) Brooks Curry (48,29)                                     | 3.32,91         | 0Q0             |
| 2         | 2    | 6    | Frankrike        | Yohann Ndoye Brouard (53,12) Antoine Viquerat (1.00,42) Léon Marchand (52,09) Maxime Grousset (47,35)                     | 3.32,98         | 0Q0             |
| 3         | 3    | 5    | Italien          | Thomas Ceccon (53,87) Nicolò Martinenghi (59,50) Piero Codia (51,71) Lorenzo Zazzeri (47,94)                              | 3.33,02         | 0Q0             |
| 4         | 2    | 5    | Australien       | Mitchell Larkin (54,02) Zac Stubblety-Cook (1.00,18) Matthew Temple (51,20) Jack Cartwright (47,80)                       | 3.33,20         | 0Q0             |
| 5         | 2    | 4    | Storbritannien   | Luke Greenbank (54,28) James Wilby (59,47) Jacob Peters (51,91) Lewis Burras (47,90)                                      | 3.33,56         | 0Q0             |
| 6         | 2    | 3    | Kina             | Xu Jiayu (53,72) Qin Haiyang (59,37) Wang Changhao (51,94) Pan Zhanle (48,58)                                             | 3.33,61         | 0Q0             |
| 7         | 3    | 2    | Tyskland         | Ole Braunschweig (53,95) Lucas Matzerath (1.00,00) Jan Eric Friese (51,73) Rafael Miroslaw (48,30)                        | 3.33,98         | 0Q0             |
| 8         | 2    | 7    | Österrike        | Bernhard Reitshammer (53,99) Valentin Bayer (59,79) Simon Bucher (51,36) Heiko Gigler (47,92)                             | 3.34,06         | 0Q0, 0NR0       |
| 9         | 3    | 3    | Japan            | Ryosuke Irie (53,31) Ryuya Mura (1.00,08) Naoki Mizunuma (52,66) Katsuhiro Matsumoto (48,12)                              | 3.34,17         |                 |
| 10        | 2    | 8    | Brasilien        | Guilherme Basseto (54,81) João Gomes Júnior (59,50) Matheus Gonche (52,18) Luiz Gustavo Borges (48,17)                    | 3.34,66         |                 |
| 11        | 3    | 6    | Kanada           | Javier Acevedo (53,52) James Dergousoff (1.01,06) Joshua Liendo (51,26) Ruslan Gaziev (48,78)                             | 3.35,62         |                 |
| 12        | 1    | 4    | Spanien          | Hugo González (53,67) Carles Coll (1.01,10) Alberto Lozano (52,44) Sergio de Celis (48,89)                                | 3.36,10         |                 |
| 13        | 1    | 3    | Sydkorea         | Lee Ju-ho (53,04) Moon Seung-woo (1.00,33) Cho Sung-jae (52,72) Hwang Sun-woo (49,19)                                     | 3.36,28         |                 |
| 14        | 2    | 2    | Grekland         | Evangelos Makrygiannis (53,43) Konstantinos Meretsolias (1.00,17) Konstantinos Stamou (52,48) Dimitrios Markos (49,28)    | 3.36,36         |                 |
| 15        | 2    | 9    | Kinesiska Taipei | Chuang Mu-lun (55,65) Cai Bing-rong (1.03,17) Wang Kuan-hung (53,39) Wang Hsing-hao (50,00)                               | 3.42,21         |                 |
| 16        | 2    | 1    | Vietnam          | Trần Hưng Nguyên (58,53) Phạm Thanh Bảo (1.03,66) Hồ Nguyễn Duy Khoa (55,37) Hoàng Quý Phước (50,13)                      | 3.47,69         |                 |
| 17        | 3    | 9    | Paraguay         | Charles Hockin (56,68) Renato Prono (1.04,35) Ben Hockin (54,75) Matheo Mateos (52,54)                                    | 3.48,32         |                 |
| 18        | 3    | 0    | Thailand         | Tonnam Kanteemool (53,41) Dulyawat Kaewsriyong (1.05,15) Navaphat Wongcharoen (53,80) Ratthawit Thammananthachote (53,69) | 3.50,05         |                 |
| 19        | 1    | 5    | Hongkong         | Lau Shiu Yue (56,88) Adam Chillingworth Nicholas Lim Ian Ho                                                               | Diskvalificerad | Diskvalificerad |
| 19        | 3    | 7    | Litauen          | Erikas Grigaitis (55,61) Andrius Šidlauskas Deividas Margevičius Danas Rapšys                                             | Diskvalificerad | Diskvalificerad |
| 19        | 2    | 0    | Israel           | | Startade inte   | Startade inte   |
| 19        | 3    | 1    | Singapore        | | Startade inte   | Startade inte   |
| 19        | 3    | 8    | Egypten          | | Startade inte   | Startade inte   |

### Final
Finalen startade klockan 19:20.
| Placering | Bana | Nation         | Simmare                                                                                               | Tid     | Noteringar |
| --------- | ---- | -------------- | --- | ------- | ---------- |
| 1         | 3    | Italien        | Thomas Ceccon (51,93) Nicolò Martinenghi (57,47) Federico Burdisso (50,63) Alessandro Miressi (47,48) | 3.27,51 | 0=ER0      |
| 2         | 4    | USA            | Ryan Murphy (52,51) Nic Fink (57,86) Michael Andrew (50,06) Ryan Held (47,36)                         | 3.27,79 |            |
| 3         | 2    | Storbritannien | Luke Greenbank (53,81) James Wilby (58,82) James Guy (51,23) Tom Dean (47,45)                         | 3.31,31 |            |
| 4         | 6    | Australien     | Isaac Cooper (54,29) Zac Stubblety-Cook (59,88) Matthew Temple (50,75) Kyle Chalmers (46,89)          | 3.31,81 |            |
| 5         | 5    | Frankrike      | Yohann Ndoye Brouard (53,08) Antoine Viquerat (1.00,34) Léon Marchand (51,50) Maxime Grousset (47,45) | 3.32,37 |            |
| 6         | 1    | Tyskland       | Ole Braunschweig (53,94) Lucas Matzerath (59,32) Jan Eric Friese (51,03) Rafael Miroslaw (48,34)      | 3.32,63 |            |
| 7         | 8    | Österrike      | Bernhard Reitshammer (54,38) Valentin Bayer (59,73) Simon Bucher (51,04) Heiko Gigler (47,65)         | 3.32,80 | 0NR0       |
| 8         | 7    | Kina           | Wang Shun (55,19) Qin Haiyang (59,44) Wang Changhao (51,38) Pan Zhanle (48,61)                        | 3.34,62 |            |